# 梅ケ峠駅
梅ケ峠駅（うめがとうえき）は、山口県下関市豊浦町大字厚母郷字梅ヶ峠にある、西日本旅客鉄道（JR西日本）山陰本線の駅である。
本州最西端の駅であり、かつJR西日本管内の狭軌在来線としても最西端の駅である。

## 概要
旧豊浦町と旧下関市の境界にあった。駅名は梅ヶ峠と言う峠名からだが、その名は昔、峠のあちらこちらに梅の木が生えていたことからと言われる。また「峠」を「トウ（古くはタオ）」と発音する例は、山口県で良く見られる。

## 歴史
- 1914年（大正3年）4月22日：長州鉄道の駅として開設[1]。旅客営業のみ[4]。
- 1925年（大正14年）
  - 6月1日：長州鉄道線幡生以北国有化、鉄道省小串線（現・山陰本線）の駅となる。但し当駅と福江駅・綾羅木駅は線内各駅間及び下関駅との旅客のみ取扱[5]。
  - 8月5日：同日より下関駅以外の小串線外各駅相互間との旅客を取扱[6][注釈 2]。
- 1933年（昭和8年）2月24日：小串線が山陰本線に編入、同線所属となる[8]。
- 1971年（昭和46年）12月20日：業務委託駅から無人駅化[9][10][11]。荷物扱い廃止[12]。
- 1978年（昭和53年）3月：簡易駅舎に改築[13]。
- 1987年（昭和62年）4月1日：国鉄分割民営化に伴い、JR西日本の駅となる[4]。

## 駅構造
下関側に向かって左側（山側）に単式ホーム1面1線を有する地上駅（停留所）。道路から階段で数段降りた所にある。棒線駅のため、下関方面行・小串方面行双方が同一ホームを共有する。
下関駅管理の無人駅。駅舎は待合室兼用で、その内部に自動券売機が設置されている。また、駅舎及びホームに本州最西端であることを示す看板や案内がある。

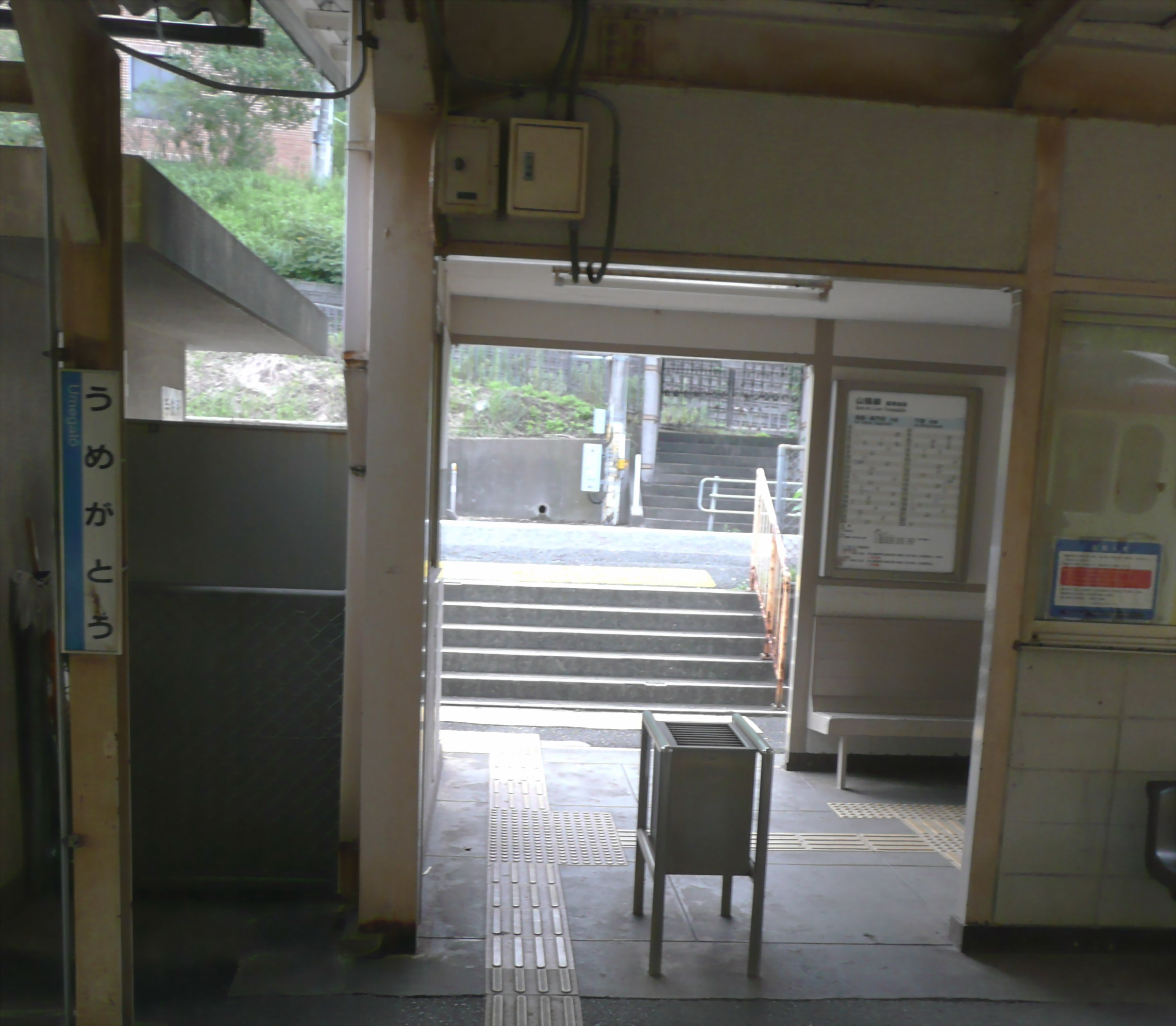
改札口（2009年7月）
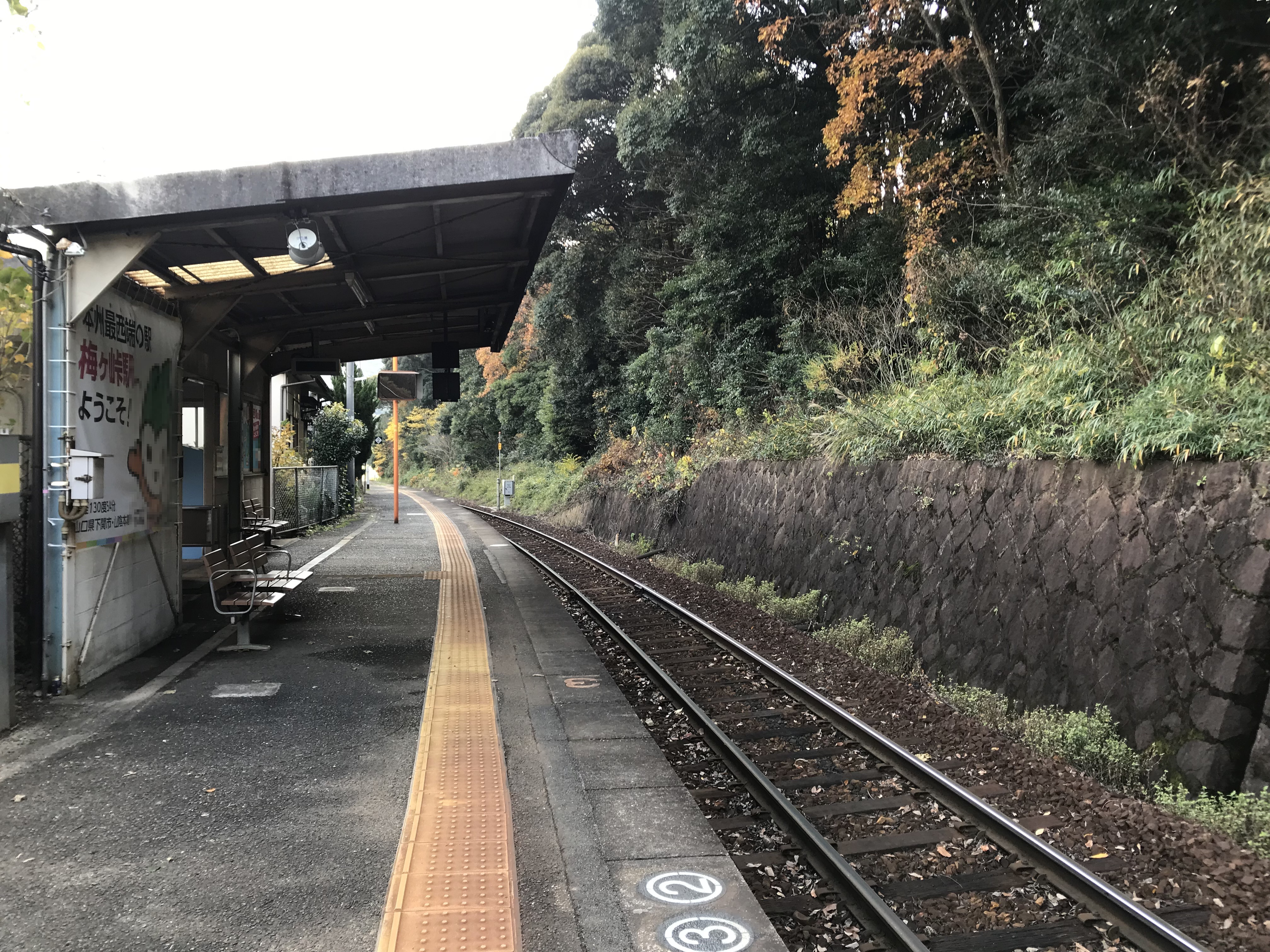
ホーム（2018年12月、奥が吉見方面）
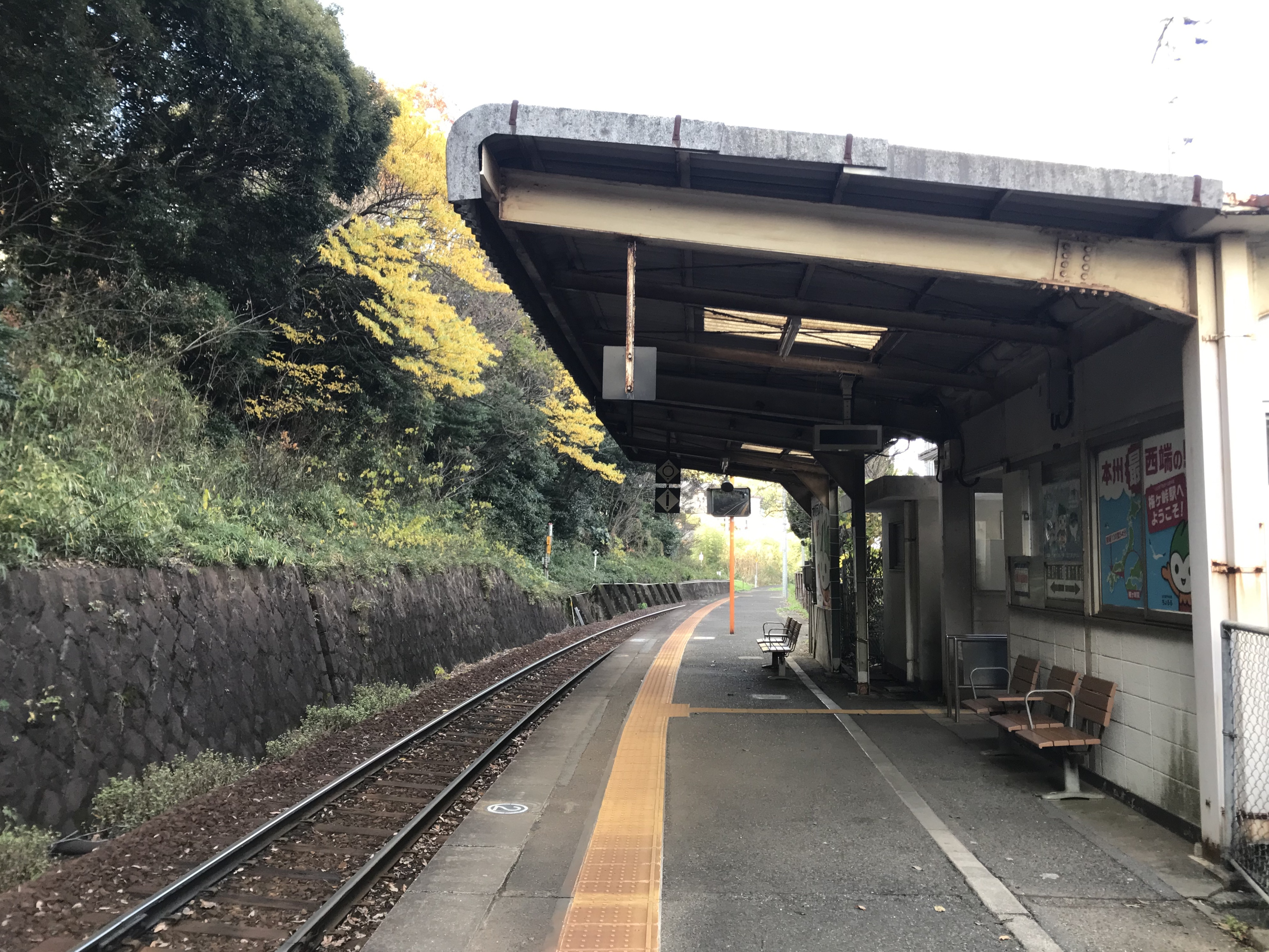
ホーム（2018年12月、奥が黒井村方面）
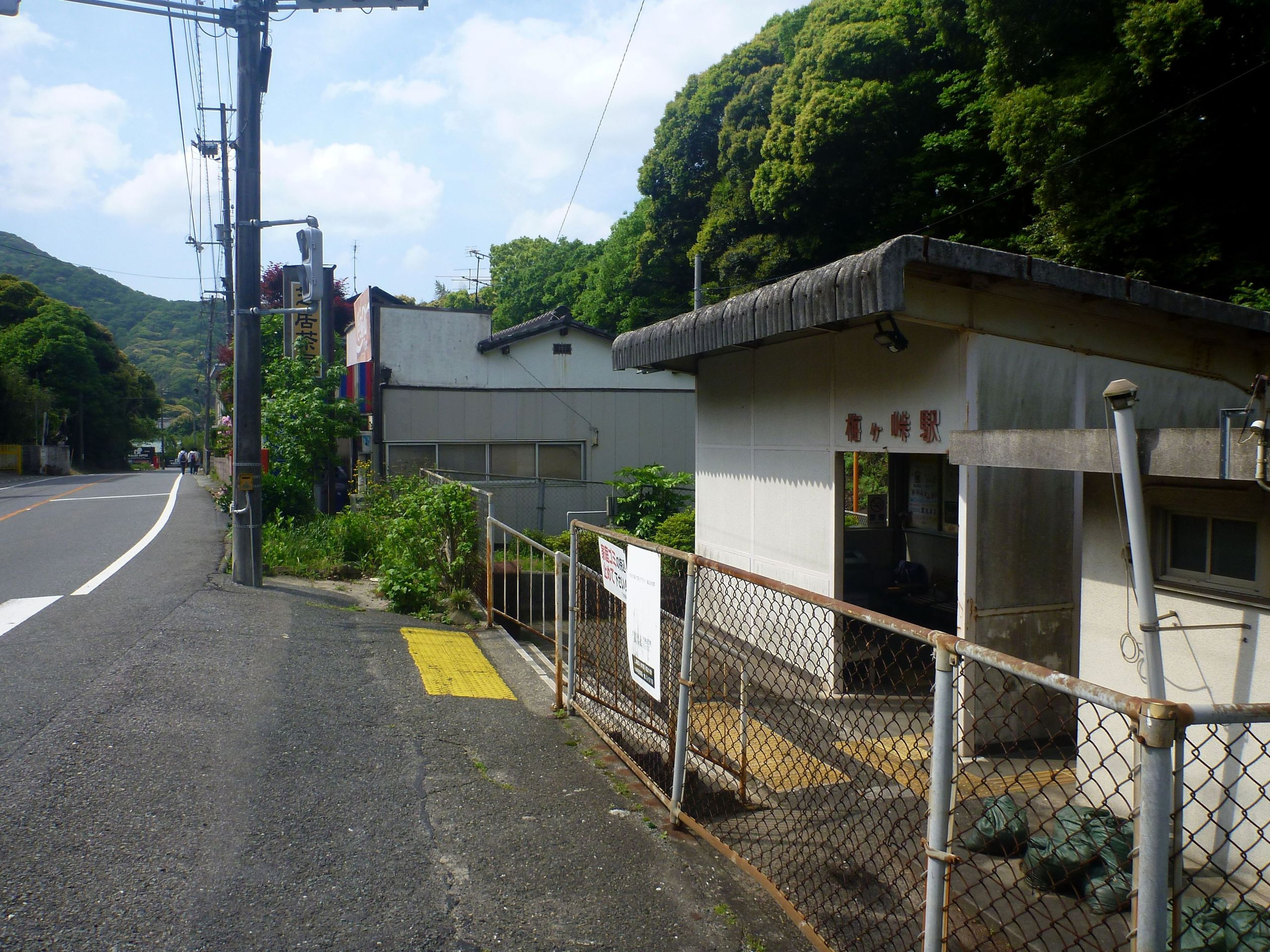
駅前（2018年5月）

## 利用状況
近年の1日平均乗車人員の推移は以下の通り。2023年の1日当たりの利用者数は136人、年間利用客数は2万4971人である。
| 乗車人員推移 | 乗車人員推移 |
| 年度         | 1日平均人数  |
| ------------ | ------------ |
| 1999         | 712          |
| 2000         | 670          |
| 2001         | 482          |
| 2002         | 289          |
| 2003         | 181          |
| 2004         | 172          |
| 2005         | 172          |
| 2006         | 161          |
| 2007         | 150          |
| 2008         | 155          |
| 2009         | 146          |
| 2010         | 149          |
| 2011         | 131          |
| 2012         | 136          |
| 2013         | 141          |
| 2014         | 127          |
| 2015         | 115          |
| 2016         | 106          |
| 2017         | 95           |
| 2018         | 92           |
| 2019         | 95           |
| 2020         | 71           |
| 2021         | 75           |
| 2022         | 70           |
| 2023         | 68           |

## 駅周辺

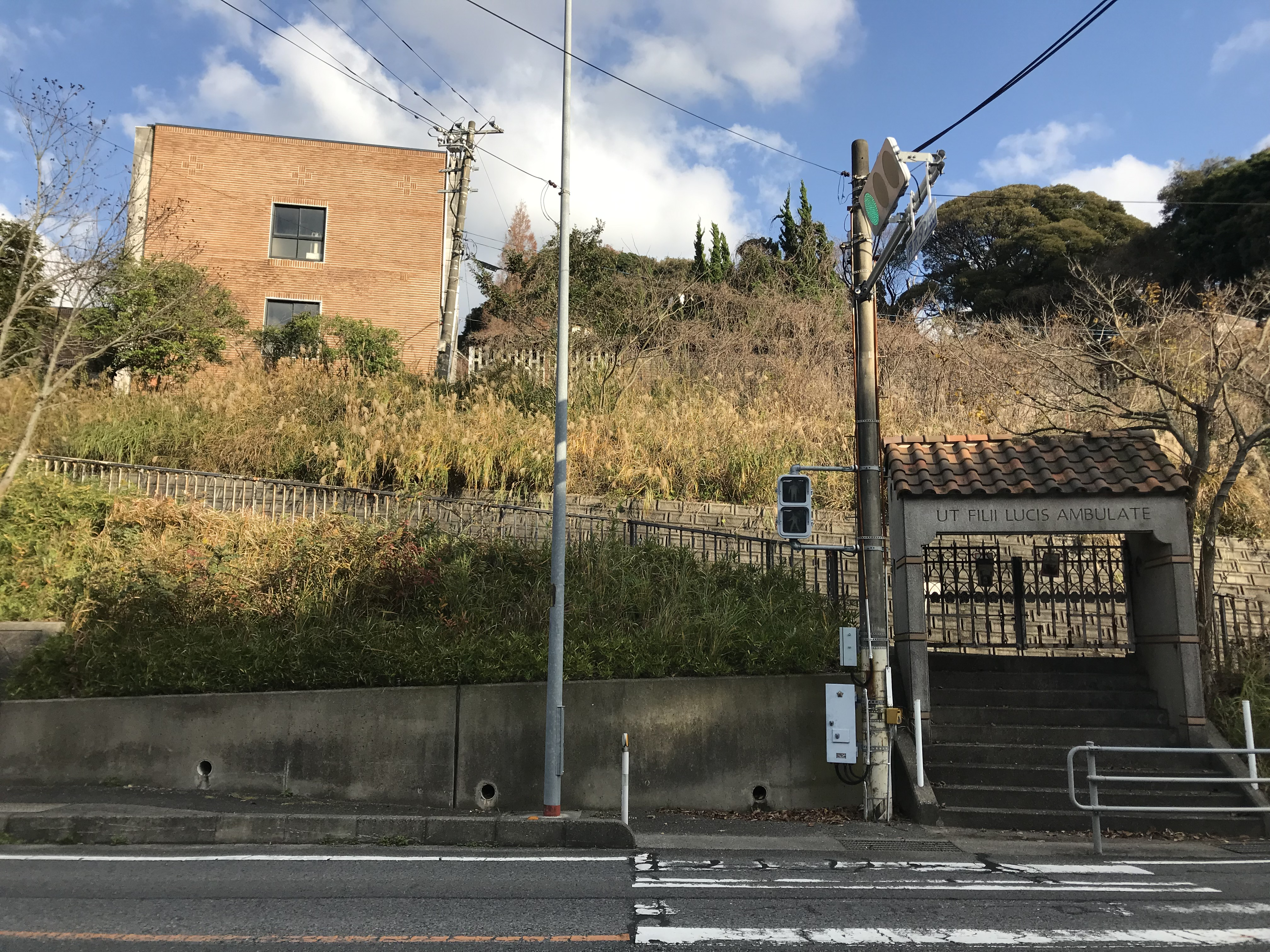
駅東方に現存する旧梅光女学院大学（現・梅光学院大学）梅ヶ峠キャンパス（※現在は東駅キャンパスに全面移転しており当キャンパスは使用されていない）

下関市吉見と豊浦町厚母郷間の峠「梅ケ峠」のすぐそばにある。道路沿いに国道191号が走る。
- 安養寺厚母大仏
  - 国指定重要文化財。駅北方約1.4km。大仏殿は隈研吾氏の設計によるもの。
- 毘沙ノ鼻
  - 本州最西端の岬。駅西方約5km。岬に至る公共交通機関は無く、駅からは徒歩90分を要する。
- ときわ屋 豊浦店
  - 「二見饅頭」が人気の和菓子屋。駅北方約500m。なお、本店は同じ山陰本線長門二見駅前にある。
- 無添加手作りレストラン 燻製屋
  - 駅南方約200m。

※以前は駅東方に梅光学院大学梅ヶ峠キャンパスがあったが、下関市中心部にある東駅キャンパスに統合され、2002年頃を最後に利用されなくなった。

## その他
- 本州最西端の駅をPRするため、2018年（平成30年）12月に「本州最西端の駅PRイベント」が[3]、2019年（平成31年）春の青春18きっぷの利用時期に「梅ヶ峠」情報発信キャンペーンが開催された[16]。

## 隣の駅
西日本旅客鉄道（JR西日本）
■山陰本線
黒井村駅 - 梅ケ峠駅 - 吉見駅